# Purismo linguístico em inglês
O purismo linguístico em inglês envolve oposição à influência estrangeira na língua inglesa. O inglês evoluiu com muitos empréstimos de outras línguas, especialmente o francês antigo, desde a conquista normanda da Inglaterra, e uma boa parte de seu vocabulário e gramática nativos foram suplantados por características de origem latina e grega. Esforços para remover ou considerar a remoção de termos estrangeiros em inglês são frequentemente conhecidos como Anglish (anglês), um termo cunhado pelo autor e humorista Paul Jennings em 1966.
O purismo linguístico inglês persistiu em diversas formas desde a controvérsia do termo tinteiro do início do período moderno. Em sua forma mais branda, o purismo estipula o uso de termos nativos em vez de palavras emprestadas. Em formas mais fortes, novas palavras são cunhadas a partir de raízes germânicas (como wordstock para vocabulário) ou revividas de estágios mais antigos do inglês (como shrithe para proceder). Puristas notáveis do inglês moderno inicial incluem John Cheke, Thomas Wilson, Ralph Lever, Richard Rowlands, e Nathaniel Fairfax. Os puristas linguísticos modernos incluem William Barnes, Charles Dickens, Gerard Manley Hopkins, Elias Molee, Percy Grainger, e George Orwell.